# ピーター・ライオン
ピーター・ライオン（英語: Peter Lyon、1960年 - ）は、1988年より日本を拠点に活動するオーストラリア人の自動車評論家、作家。
日本語で原稿が書ける、唯一の外国人自動車評論家とされる。主に、アメリカ『FORBES』、『Car and Driver』、英国『Auto Express』、イタリア『Quattroruote』、オーストラリア『Motoring.com.au』などの専門誌に寄稿する。
2015年4月から、NHKワールド (国際放送) 『SAMURAI WHEELS』の司会者として、160か国に元F１ドライバーの片山右京とともに英語で日本の自動車文化を紹介する。2016年には、RacerLinkというウェブサイトのレポーターを始めた。

## 人物・来歴
スコットランド、イギリス、ドイツ、イタリア、スペインの血を引き、パースで生まれ育った。小学校から中学校にかけて、クリケットとオージー・ボールの有力選手で、最優秀選手トロフィを受賞したこともある。1982年、西オーストラリア大学政治学部卒業（日本研究科）。同学在学中の1981年には、西オーストラリア州の日本語弁論大会で優勝し、全国大会では2位となる。
同年、豪日交流基金の奨学金を得て、1983年から慶應義塾大学に留学した（日本語研修修了）。1988年、オーストラリアの自動車雑誌「Motor Magazine」の特派員として来日、東京を拠点とした自動車評論家活動を開始した。
欧米やオーストラリアを中心とする7カ国の自動車雑誌や自動車関連ウェブサイトに、おもに日本車や日本の自動車産業に関連した情報や新車試乗記を提供している。日本国内では、自動車雑誌『ホリデーオート』（モーターマガジン社）などへの寄稿がある。日本カー・オブ・ザ・イヤー（1999年より）選考委員を務めるほか、ワールド・カー・アワード（World Car Awards、元の「世界・カー・オブ・ザ・イヤー」）共同議長を務め投票権を有する。国際審査員として「インターナショナル・エンジン・オブ・ザ・イヤー」にも、それぞれ関与している。東京都目黒区在住。
自ら自動車競技にも参戦しており、2001年には、筑波サーキット開催のマツダ・ロードスターのワンメイクレース（パーティレース）に初参戦し、以来レギュラー参戦者となる。2位を2回、4位は2回、ポールポジションを1回果たした。毎年、筑波サーキットで開催されるマツダ・ロードスター4時間耐久メディア対抗レースに参戦するが、2011年には、準優勝を果たした。6位入賞経験も。2003年に、VWルポGTI Cupでは、6位入賞を記録し、2004年にはツインリンクもてぎでのヒストリック・カー・レースに、ジャガーMk2で3位入賞をゲット。2009年には、WORLD CAR AWARDS TEAMを結成し、レクサス・IS Fでドイツでのニュルブルクリンク4時間耐久レースに参戦、クラス優勝を果たした。2010年5月に行われたニュルブルクリンク24時間レースでは、元インディ選手で現役レーサーの松田秀士とポリフォニー・デジタル創立者兼CEOの山内一典、そして英国のジャーナリストのオーエン・ミルデンホールと組み、同車でクラス4位入賞（総合59位）。
2009年には、六本木男声合唱団倶楽部に入団し（パートはテノール2）、2010年7月にはサントリーホールで140人の団員と、三枝成彰作曲の『最後の手紙』を歌った。11月25日に、イタリア・ミラノのドゥオモ大聖堂で同合唱団や交響楽団と歌い、翌日の26日にローマ・ヴァチカンのミサでも歌った。

## メディア出演
- ドラマ『凍れる瞳』（1989年、日本テレビ）　読売ジャイアンツ投手、スタルヒン役[2]
- テレビ朝日　『誘われて二人旅』、原日出子と出演、1990年
- WOWOW『小林克也のWOWOW TODAY』　コメンテーター、1991-1992年[2]
- NHKラジオ『英会話』　オーストラリア編、ジャック役（1996年）[2]
- TBSラジオ『森本毅郎・スタンバイ!』　英会話講師、1997-1999年[2]
- テレビ東京『三軒茶屋モータリングクラブ』（2001-2001年）[2]
- InterFMラジオ『ザ・モーター・ウィークリー』　コメンテーター（2010年-2014年）[2]
- NHKワールド  テレビ番組「SAMURAI WHEELS」司会者（2015年〜）
- アメリカ ABC テレビ「In the Fast Lane」にコメンテーターとして出演（2016年4月）

## 著作
- 『ピーターライオンのピンポイント英会話』（ブックマン社、1999年。ISBN 4893083775）
- 『サンキューハザードは世界の愛言葉！？』[Flashing Hazards]（JAF出版社、2014年。ISBN 978-4788623873）